# Glavat (Mljet)
Glavat je nenaseljeni hrvatski jadranski otočić sjeverozapadno od Mljeta.
Njegova površina iznosi 0,081 km². Dužina obalne crte iznosi 1,49 km.